# Robert Williams Wood

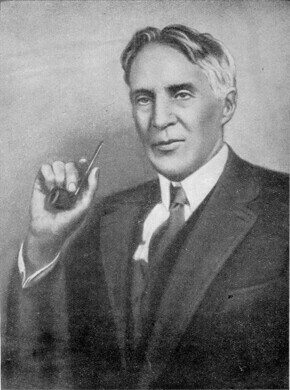
Robert Williams Wood

Robert Williams Wood (* 2. Mai 1868 in Concord, Massachusetts; † 11. August 1955 in Amityville, New York) war ein US-amerikanischer Experimentalphysiker. Bedeutend wurden seine Forschungen auf dem Gebiet der Wellenoptik.

## Wissenschaftliche Laufbahn
Wood erlangte im Jahr 1891 einen Bachelor in Chemie an der Harvard University und ging 1892 an die neu gegründete University of Chicago. 1894 bis 1896 arbeitete er bei Heinrich Rubens an der Berliner Friedrich-Wilhelms-Universität (heute Humboldt-Universität zu Berlin). Nach der Rückkehr in die USA arbeitete er am Massachusetts Institute of Technology und ab 1897 an der University of Wisconsin. Ab 1901 bis zu seinem Tod war Wood Professor für Experimentalphysik an der Johns Hopkins University in Baltimore im Bundesstaat Maryland. Er beschäftigte sich unter anderem mit der Raman-Spektroskopie. Am bekanntesten ist er durch seine Widerlegung der angeblichen Entdeckung der sogenannten N-Strahlen. Er gilt als Entdecker des Wood-Effektes und entwickelte die Wood-Lampe. Wood hat 1897 als erster den Tunneleffekt bei der Feldemission von Elektronen beobachtet, konnte ihn aber noch nicht richtig deuten.

## Ehrungen
1911 wurde Wood zum korrespondierenden Mitglied der Göttinger Akademie der Wissenschaften, 1912 in die National Academy of Sciences, 1913 in die American Academy of Arts and Sciences und 1934 zum Mitglied der Deutschen Akademie der Naturforscher Leopoldina gewählt. 1970 wurde der Mondkrater Wood nach ihm benannt.
Ihm zu Ehren ist der R. W. Wood Prize der Optical Society of America benannt.

## Sonstiges
Wood fotografierte Otto Lilienthal wenige Tage vor seinem tödlichen Absturz im Flug. Es sind die letzten von Lilienthal bekannten Bilder und die einzigen vom Unfallort.

## Schriften
- Wood, R. W.: Note on the Theory of the Greenhouse. In: The London, Edinburgh, and Dublin Philosophical Magazine and Journal of Science. 17. Jahrgang, 1909, S. 319–320, doi:10.1080/14786440208636602 (zenodo.org).
- A new form of Cathode Discharge and the Production of X-Rays, together with some Notes on Diffraction. In: Physical Review. Band 5, 1897, S. 1
- Physical Optics. MacMillan, New York 1905.
- Researches in physical optics (vol.1), with special reference to the radiation of electrons. Columbia University Press, New York 1913.
- Researches in physical optics (vol.2), Resonance radiation and resonance spectra. Columbia University Press, New York 1919.